# Arteriosclerosi
L'arteriosclerosi è un indurimento tissutale, o sclerosi, della parete arteriosa che compare con l'avanzare dell'età, come conseguenza dell'accumulo di tessuto connettivo fibroso a scapito della componente elastica.
L'aterosclerosi è un particolare tipo di arteriosclerosi in cui il danno endoteliale è causato dalla formazione di placche ateromatose. Altri tipi di arteriosclerosi sono la sclerosi calcifica mediale di Mönckeberg e l'arteriolosclerosi, a sua volta distinta in arteriolosclerosi ialina e arteriolosclerosi iperplastica.  L'arteriosclerosi è la causa più importante di insufficiente irrorazione sanguigna. Si parla di arteriosclerosi in caso di alterazione patologica delle arterie dovuta a depositi di grasso, indurimenti e calcificazioni nelle pareti vasali. Generalmente il processo si protrae per anni e decenni senza che un qualsiasi sintomo indichi che i vasi sanguigni sono ristretti dalla presenza di tali depositi.

## Sintomi
L'arteriosclerosi ha un'evoluzione silenziosa e senza sintomi percettibili. Di solito si manifesta soltanto in stadio avanzato sotto forma di angina pectoris, di infarto cardiaco, di ictus cerebrale o di arteriopatia periferica obliterante.

## Terapia
Se si individua l'arteriosclerosi, cambiamenti dello stile di vita e farmaci (antiaggreganti, ipolipemizzanti e/o antiipertensivi) possono contribuire ad evitarne le complicazioni.